# Mckenna Grace

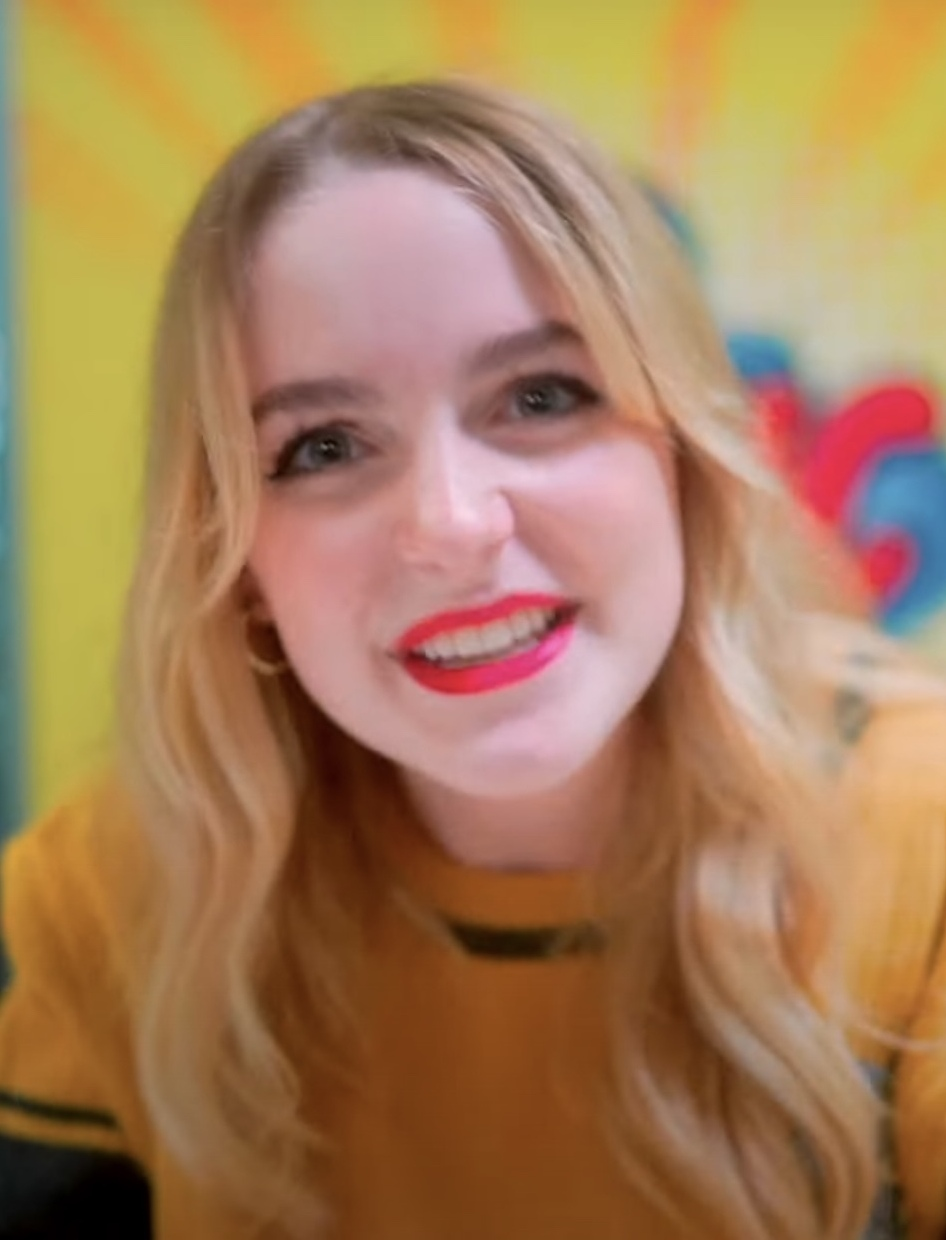
Mckenna Grace, 2023

Mckenna Grace (* 25. Juni 2006 in Grapevine, Texas) ist eine US-amerikanische Schauspielerin, Synchronsprecherin und Sängerin.

## Schauspiel

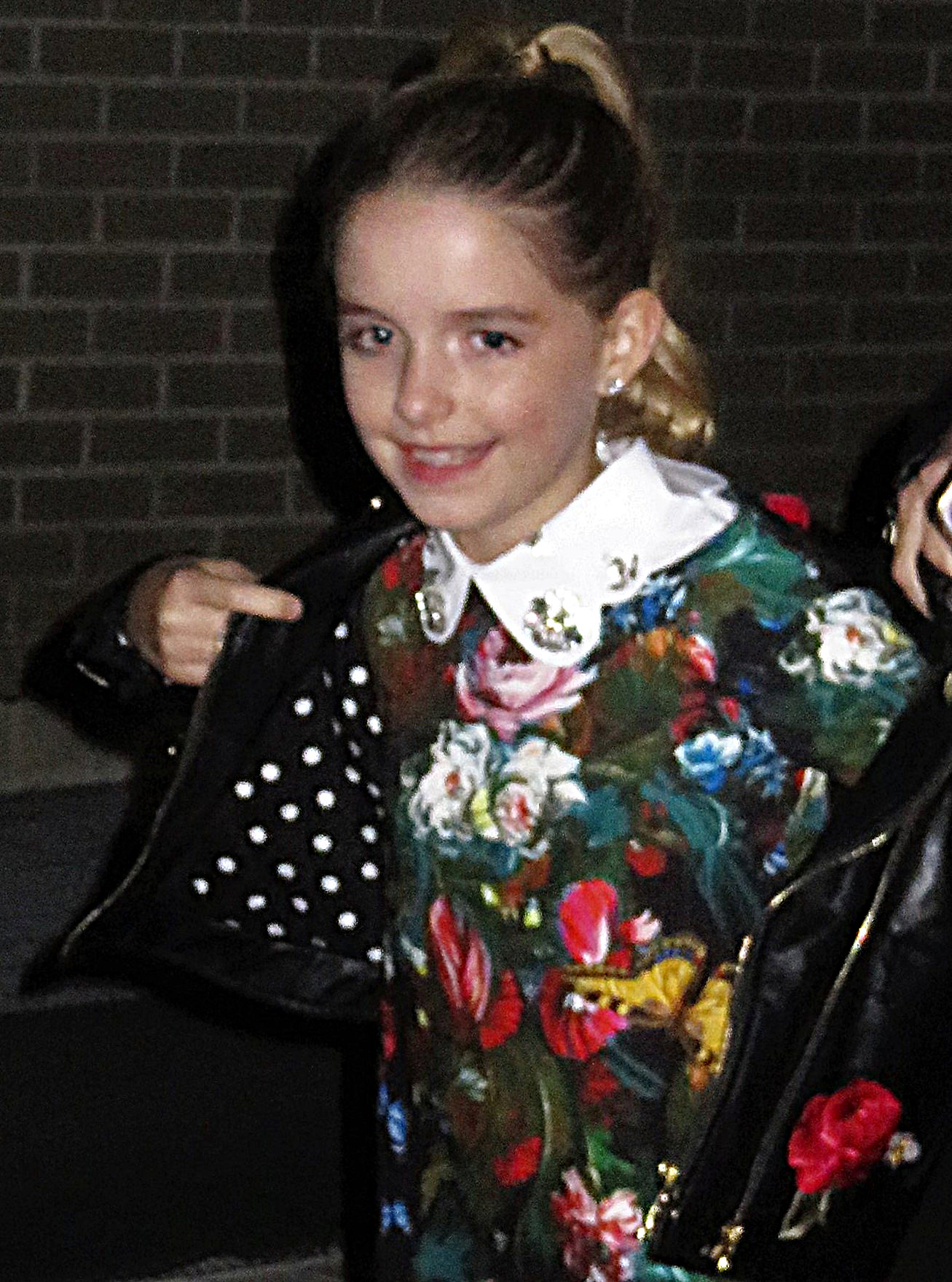
Grace bei der Premiere von I, Tonya auf dem Toronto International Film Festival im September 2017

Mckenna Grace begann mit der Schauspielerei im Alter von sieben Jahren in dem US-Fernsehfilm Joe, Joe & Jane aus dem Jahr 2013. Danach folgten im Jahr 2014 Auftritte in den Kinofilmen Goodbye World und Suburban Gothic sowie 2015 in Russell Wahnsinn und im Horrorfilm Frankenstein von Bernard Rose, der seine Premiere im April 2015 beim Brussels International Fantastic Film Festival feierte.
Daneben machte sie sich als Seriendarstellerin unter anderem in der US-Sitcom Crash & Bernstein als Jasmine Bernstein und in der Seifenoper Schatten der Leidenschaft als Faith Newman einen Namen. 2014 folgten Auftritte in den Fernsehserien The Bridge – America und CSI: Vegas sowie 2015 K.C. Undercover, Vampire Diaries und CSI: Cyber. Darüber hinaus wirkte sie in einigen Werbespots, unter anderem für Nintendo, mit.
In der im Juli 2016 veröffentlichten Fortsetzung Independence Day: Wiederkehr spielte sie die Rolle der Daisy. In der Kinofilmproduktion Mr. Church mit Eddie Murphy wurde sie für die Rolle der Izzy besetzt. In Fuller House übernahm sie von 2016 bis 2020 wiederkehrend die Rolle der Rose Harbenberger. In der ABC-Thriller- und Dramaserie Designated Survivor war sie als Penny Kirkman, Tochter von Kiefer Sutherlands Serienfigur Tom Kirkman, zu sehen. In dem 2017 veröffentlichten Horrorfilm Amityville: The Awakening verkörperte sie neben Jennifer Jason Leigh, Cameron Monaghan sowie Bella Thorne die Rolle der Juliet. Im selben Jahr war sie an der Seite von Chris Evans als dessen Nichte Mary im Filmdrama Begabt – Die Gleichung eines Lebens von Regisseur Marc Webb zu sehen. Für diese Leistung wurde sie im Rahmen der Critics’ Choice Movie Awards 2018 als beste Jungdarstellerin nominiert. In dem Spielfilm I, Tonya spielt sie neben Margot Robbie die junge Eiskunstläuferin Tonya Harding.
2018 war sie unter anderem in Steven Spielbergs Science-Fiction-Film Ready Player One zu sehen. Darüber hinaus wurde sie für die von Amblin Television und Paramount Television produzierte Netflix-Serie The Haunting of Hill House, basierend auf dem Roman von Shirley Jackson, engagiert. Ebenso stand sie für den Fernsehfilm The Bad Seed von Rob Lowe sowie für die Comicverfilmung Captain Marvel von den Marvel Studios vor der Kamera, in der sie die junge Carol Danvers verkörperte. Für den dritten Annabelle-Film aus der Conjuring-Filmreihe wurde sie für die Hauptrolle der Judy Warren besetzt. Weitere Rollen folgten, 2021 übernahm sie eine Hauptrolle in Ghostbusters: Legacy. Stand Ende 2023 umfasst ihr Schaffen rund 70 Produktionen.

## Musik
Nachdem McKenna Grace 2020 bei Photo Finish Records unterschrieben hatte, veröffentlichte sie im November 2021 ihre Debütsingle Haunted House mit einem dazugehörigen Musikvideo. Dieser Song fand auch im Abspann des Films Ghostbusters: Legacy Verwendung. 2022 folgten die Singles Do All My Friends Hate Me?, You Ruined Nirvana, Post Party Trauma und Self Dysmorphia, die alle mit Ausnahme von Post Party Trauma in Begleitung eines Musikvideos erschienen sind. Im Januar 2023 wurde die Single Ugly Crier mit Musikvideo veröffentlicht.

## Filmografie (Auswahl)

### Filme
- 2013: Goodbye World
- 2014: Suburban Gothic
- 2014: Love Is Relative (Fernsehfilm)
- 2015: Russell Wahnsinn (Russell Madness)
- 2015: Babysitter’s Black Book (Fernsehfilm)
- 2015: Frankenstein – Das Experiment (Frankenstein)
- 2015: Genie in a Bikini (Fernsehfilm)
- 2016: Marvel’s Most Wanted (Fernsehfilm)
- 2016: Mr. Church
- 2016: Angry Birds – Der Film (The Angry Birds Movie, Stimme)
- 2016: Independence Day: Wiederkehr (Independence Day: Resurgence)
- 2017: Amityville: The Awakening
- 2017: Begabt – Die Gleichung eines Lebens (Gifted)
- 2017: How to Be a Latin Lover
- 2017: I, Tonya
- 2018: Ready Player One
- 2018: The Bad Seed (Fernsehfilm)
- 2019: Troop Zero
- 2019: Captain Marvel
- 2019: Annabelle 3 (Annabelle Comes Home)
- 2021: Spirit – Frei und ungezähmt (Spirit Untamed, Stimme)
- 2021: Malignant
- 2021: Ghostbusters: Legacy (Ghostbusters: Afterlife)
- 2022: The Bad Seed Returns (Fernsehfilm)
- 2023: Crater
- 2023: Paw Patrol – Der Mighty Kinofilm (PAW Patrol: The Mighty Movie, Stimme)
- 2024: Ghostbusters: Frozen Empire
- 2025: Spider & Jessie
- 2025: Slanted

### Serien
- 2012–2014: Crash & Bernstein (15 Episoden)
- 2013: The Goodwin Games (Episode 1x04)
- 2013–2014: Instant Mom (2 Episoden)
- 2013–2015: Schatten der Leidenschaft (The Young and the Restless, 50 Episoden)
- 2014: Willkommen in Gravity Falls (Gravity Falls, Episode 2x04, Stimme)
- 2014: The Bridge – America (The Bridge, Episode 2x10)
- 2014: Clarence (Episode 1x25, Stimme)
- 2014: CSI: Vegas (CSI: Crime Scene Investigation, Episode 15x12)
- 2015: K.C. Undercover (Episode 1x03)
- 2015: Vampire Diaries (The Vampire Diaries, Episoden 6x14–6x15)
- 2015: Hund mit Blog (Dog with a Blog, Episode 3x17)
- 2015: CSI: Cyber (3 Episoden)
- 2015: Pickle and Peanut (2 Episoden, Stimme)
- 2015–2017: Once Upon a Time – Es war einmal … (Once Upon a Time, 4 Episoden)
- 2016: Teachers (Episode 1x06)
- 2016–2017: Die Garde der Löwen (The Lion Guard, 2 Episoden, Stimme)
- 2016–2018: Elena of Avalor (2 Episoden, Stimme)
- 2016: Bizaardvark (Episode 1x10)
- 2016–2018, 2020: Fuller House (8 Episoden)
- 2016–2019: Designated Survivor (21 Episoden)
- 2017–2018: Micky und die flinken Flitzer (Mickey and the Roadster Racers, 4 Episoden, Stimme)
- 2018–2023: Young Sheldon (9 Episoden)
- 2018: Spuk in Hill House (The Haunting of Hill House, 10 Episoden)
- 2018: Chilling Adventures of Sabrina (Episode 1x11)
- 2021: Just Beyond (Episode 1x01)
- 2021–2022: The Handmaid’s Tale – Der Report der Magd (The Handmaid’s Tale, 6 Episoden)
- 2022: Spirit & Friends (20 Episoden, Stimme von Abigail)
- 2022: A Friend of the Family (5 Episoden)
- 2024: Batman: Caped Crusader (Episode 1x08, Stimme von Natalia / Nocturna)
- 2025: The Masked Singer (Fernsehsendung, Gastauftritt Episode 13x5)

## Nominierungen und Auszeichnungen
| Tabellarische Liste der Nominierungen und Auszeichnungen | Tabellarische Liste der Nominierungen und Auszeichnungen | Tabellarische Liste der Nominierungen und Auszeichnungen                                                                    | Tabellarische Liste der Nominierungen und Auszeichnungen | Tabellarische Liste der Nominierungen und Auszeichnungen | Tabellarische Liste der Nominierungen und Auszeichnungen |
| Jahr                                                     | Award                                                    | Kategorie | Werk                                                     | Ergebnis                                                 | Ref.                                                     |
| -------------------------------------------------------- | -------------------------------------------------------- | --- | -------------------------------------------------------- | -------------------------------------------------------- | -------------------------------------------------------- |
| 2017                                                     | Hollywood Film Awards                                    | Hollywood Ensemble Award (gemeinsam mit Margot Robbie, Allison Janney, Sebastian Stan, Julianne Nicholson & Caitlin Carver) | I, Tonya                                                 | Gewonnen                                                 | [ 20 ]                                                   |
| 2017                                                     | Phoenix Film Critics Society Awards                      | Best Breakthrough Performance                                                                                               | Begabt – Die Gleichung eines Lebens                      | Gewonnen                                                 | [ 21 ]                                                   |
| 2017                                                     | Phoenix Film Critics Society Awards                      | Best Performance by a Youth                                                                                                 | Begabt – Die Gleichung eines Lebens                      | Gewonnen                                                 | [ 21 ]                                                   |
| 2017                                                     | Women Film Critics Circle Awards                         | Best Young Actress | Begabt – Die Gleichung eines Lebens                      | Nominiert                                                | [ 22 ]                                                   |
| 2018                                                     | Critics’ Choice Movie Awards 2018                        | Beste Jungdarstellerin | Begabt – Die Gleichung eines Lebens                      | Nominiert                                                | [ 23 ]                                                   |

## Diskografie

### Singles
- 2021: Haunted House
- 2022: Do All My Friends Hate Me?
- 2022: You Ruined Nirvana
- 2022: Post Party Trauma
- 2022: Self Dysmorphia
- 2023: Ugly Crier
- 2023: Checkered Vans
- 2023: Buzzkill Baby
- 2023: Catch Me
- 2024: Natalie
- 2024: Gentleman
- 2024: LOSER!!